# Dewey Square Tunnel
Der Dewey Square Tunnel (auch South Station Tunnel) ist ein Straßentunnel in Boston im Bundesstaat Massachusetts der Vereinigten Staaten. Der Tunnel verläuft unterhalb des Financial District sowie des namensgebenden Dewey Square und führt die Straßen Interstate 93, U.S. Highway 1 sowie die Massachusetts Route 3 unter der Stadt hindurch. Zum Zeitpunkt seiner Eröffnung endete der Tunnel an der Congress Street, wurde jedoch im Zuge des Big Dig in nördlicher Richtung erweitert und ist heute Teil des Thomas P. O’Neill Jr. Tunnel, weshalb der Name Dewey Square Tunnel so gut wie nicht mehr benutzt wird.

## Geschichte

### 1950er Jahre
Der Tunnel wurde im Jahr 1959 eröffnet und war zu diesem Zeitpunkt Teil des Bostoner Central-Artery-Projekts der 1950er Jahre. Die Einwohner der Stadt bezeichneten ihn aufgrund seiner räumlichen Nähe zur Boston South Station auch als South Station Tunnel. Er wurde mittels umfangreicher Ausschachtungen angelegt und bot insgesamt sechs Fahrspuren, d. h. drei in jede Fahrtrichtung. Für einen Standstreifen war jedoch kein Platz vorgesehen.
Der Bau der größtenteils aufgeständerten Central Artery rief unter der Bostoner Bevölkerung großen Unmut hervor, weil sie den Blick und den Zugang zur historischen Uferpromenade versperrte und auch sonst wenig hübsch anzusehen war. Der damalige Gouverneur John Volpe entschied daher, den letzten Abschnitt der Central Artery von der Congress Street bis an die Grenze zum Stadtteil Chinatown unter die Erde zu verlegen. Zum Zeitpunkt seiner Eröffnung war der Dewey Square Tunnel der breiteste Fahrzeugtunnel der Welt.
In der Nähe des Nordportals befand sich ein Busterminal der Peter Pan Bus Lines, Bonanza und weiterer regionaler Buslinien. Dieses wurde jedoch zum intermodalen Verkehrsknoten Boston South Station verlegt.

### Veränderungen durch den Big Dig
Der Tunnel war aufgrund fehlender Standstreifen, der geringen Anzahl benutzbarer Fahrspuren sowie einer unüberschaubaren Vielzahl an Zufahrts- und Abfahrtsrampen berühmt-berüchtigt für erhebliche Verkehrsbehinderungen bis hin zum völligen Stillstand. Die Behörden sahen sich daher gezwungen, die Central Artery von Grund auf neu zu konstruieren und vollständig unter die Erde zu verlegen. Der Tunnel war daher ebenfalls Bestandteil des groß angelegten Big-Dig-Projekts in den späten 1990er und frühen 2000er Jahren. Nach den Umbauarbeiten führt der Tunnel heute einzig die südliche Fahrtrichtung der Central Artery und verfügt über ein neues Belüftungssystem sowie verbesserte Kurvenradien mit einer angemessenen Querneigung. Das alte Nordportal an der Congress Street wurde im Jahr 2005 geschlossen und mit der südlichen Fahrtrichtung der neuen Central Artery verbunden. Am 5. März 2005 wurde der vollständig erneuerte Tunnel, der an seiner breitesten Stelle sechs Fahrspuren aufweist, neu eröffnet. Der Dewey Square Tunnel ist damit das einzige noch in Benutzung befindliche Teilstück der ursprünglichen Central Artery.